# 大山町立大山中学校
大山町立大山中学校（だいせんちょうりつ だいせんちゅうがっこう）は、鳥取県西伯郡大山町所子にある公立中学校。

## 沿革
- 1947年（昭和22年）4月 - 大山中学校、所子中学校創立[2]。
- 1949年（昭和24年）4月 - 淀江町・宇田川村・大和村・高麗村組合立淀江中学校から組合脱退し独立、高麗村立高麗中学校創立。
- 1956年（昭和31年）4月 - 大山中学校を大山町立大山第一中学校と改称、所子中学校を大山町立大山第二中学校と改称、高麗中を大山第二中へ統合。
- 1969年（昭和44年）4月 - 大山第一中学校と大山第二中学校を統合し、大山町立大山中学校創立。旧第一中を佐摩校舎、旧第二中を末長校舎と改称。
- 1971年（昭和46年）4月1日 - 新校舎完成により完全統合・移転。

## 校区
- 校区は、大山小学校、大山西小学校の通学区域となっている。

## 校区内の主な施設
- 大山隠岐国立公園
- 大山スキー場

## アクセス
- JR山陰本線大山口駅から徒歩800m。